# Galilea Montijo
Martha Galilea Montijo Torres (Guadalajara, 5 giugno 1973) è un'attrice, personaggio televisivo, conduttrice televisiva e modella messicana.

## Biografia
Galilea Montijo ha avviato la sua carriera nel 1993, dopo aver vinto, all'età di 21 anni, La Chica TV. Ha poi recitato in numerose telenovele messicane, come El precio de tu amor e La verdad oculta, di cui è stata protagonista per oltre 120 episodi. Dal 2001 al 2005 ha condotto il programma comico VidaTV. Nel 2002 ha vinto la prima edizione vip di Big Brother México, versione messicana di Grande Fratello VIP. Nel 2005 ha partecipato alla seconda edizione di Bailando por un Sueño, classificandosi quarta in coppia con Miguel Ángel Monfort.
Successivamente si è dedicata principalmente alla carriera da conduttrice: tra il 2011 e il 2019 ha presentato quattro edizioni della versione messicana di Pequenos Gigantes, mentre dal 2008 conduce dal lunedì al venerdì Hoy, programma mattutino prodotto da Televisa e in onda su Las Estrellas.

### Vita privata
Nel 2011 Galilea Montijo ha sposato Fernando Reina Iglesias, da cui ha avuto un figlio, Mateo, nel 2012.

## Filmografia

### Cinema
- La muerte de un cardenal, regia di Christian González (1993)
- La paloma de Marsella, regia di Carlos García Agraz (1999)
- Perras, regia di Guillermo Ríos (2011)

### Televisione
- El premio mayor – serial TV, 3 episodi (1995)
- Azul – serial TV (1996)
- Tú y yo – serial TV, 3 episodi (1996)
- Tres mujeres – serial TV, tre episodi (2008-2011)
- El precio de tu amor – serial TV, 95 episodi (2000-2001)
- Amarte es mi pecado – serial TV, 95 episodi (2004)
- Hospital el Paisa – serial TV, 22 episodi (2004)
- La verdad oculta – serial TV, 121 episodi (2006)